# 稻築站
稻築站（日语：／ Inatsuki eki */?）是位於福岡縣嘉穗郡稻築町（現時：嘉麻市）大字漆生，日本國有鐵道（國鐵）漆生線的貨運車站（廢站）。

## 歷史
- 1923年（大正12年）5月21日：此貨運車站啟用[1]。
- 1942年（昭和17年）4月1日：營業範圍改變為行李和貨物[1]。
- 1943年（昭和18年）6月10日：營業範圍改變為只限貨物[1]。
- 1968年（昭和43年）11月1日：隨著貨物支線廢線，此站也被廢除[1]。

## 相鄰車站
日本國有鐵道（國鐵）
漆生線貨物支線
漆生－（貨）稻築

## 注腳
1. 1 2 3 4 5 6  石野哲 (编).  初版. JTB. 1998-10-01: 802. ISBN 978-4-533-02980-6 （日语）.

## 相關項目
- 日本鐵路車站列表 I